# Kasteel van Jeanne de Merode
Het kasteel van gravin Jeanne de Merode of het Nieuw Kasteel in Westerlo werd gebouwd tussen 1909-1912 in neorenaissancestijl naar de plannen van architect Pierre Langerock. Het werd ontworpen als de woonplaats van één persoon: gravin Jeanne de Merode. Zij verbleef er met haar personeel van de lente tot de herfst. In de koude maanden woonde ze in Brussel. Tijdens de Tweede Wereldoorlog werd het kasteel door de Duitse bezetters opgeëist en moest de gravin het kasteel verlaten en terugkeren naar het oude familieslot. Na haar dood erfden de Zwartzusters-Augustinessen het kasteel. Zij baatten er met de hulp van het bisdom Antwerpen een tehuis voor bejaarde priesters uit. Nadien werd het aangekocht door de gemeente Westerlo en vanaf 1 juli 1973 diende het als gemeentehuis.

## Jeanne de Merode
Gravin Jeanne de Merode werd op 28 februari 1853 in Parijs geboren. Haar ouders waren Charles Antoine Ghislain de Merode-Westerloo, 10e markies van Westerlo, 7e prins van Rubempré en 4e prins van Grimbergen, en Marie-Nicolette prinses van Arenberg. Na de dood van haar vader in 1892 en moeder in 1905 erfde zij uitgebreide bezittingen. Tot haar vaderlijk erfdeel behoorden uitgestrekte bossen ten zuiden van Westerlo rond de dorpen Blauberg en Averbode. Ook de gebouwen en gronden van de Abdij van Averbode - in handen van de familie de Merode gekomen na de Franse Revolutie - behoorden tot haar patrimonium. Ze zou ze later terug schenken aan de kloostergemeenschap. Daarnaast erfde ze van haar vader ook het Prinsenkasteel in Grimbergen en het kasteel van Ham-sur-Heure. Haar moeder stamde uit de schatrijke Franse tak van het huis Arenberg. Deze familie had uitgebreide belangen in de Maatschappij van het Suezkanaal. Een deel van het fortuin van gravin Jeanne was dus ook uit die hoek afkomstig.
De gravin bleef ongehuwd. Met haar persoonlijk fortuin financierde ze tal van liefdadige en religieuze initiatieven. Om werk te bieden aan de bevolking van Westerlo richtte ze er op eigen kosten een tapijtfabriek en een meubelwerkplaats op. In Heultje liet ze een kerk, een school en een klooster optrekken. In Westerlo begunstigde zij het bejaardentehuis 'Godshuis Sint-Vincentius' dat al eerder door haar moeder was opgericht. Op haar kosten werd de kerk van Westerlo vernieuwd en werd er een nieuwe kerkhofmuur gebouwd. Ook ander kerken, kloosters en kapellen in de omgeving en in het Brusselse ontvingen van haar belangrijke giften. Toen in 1901 bij het kasteel van Westerlo een elektriciteitscentrale werd gebouwd om het slot van elektrische verlichting te voorzien liet zij op haar kosten het netwerk uitbreiden zodat ook de huizen van het dorp, de kerk en de 'werkhuizen' (de tapijtenfabriek en meubelwerkplaats) elektrisch konden worden verlicht.

## Het 'nieuw kasteel'
In de zomermaanden woonde gravin Jeanne met haar familie in het Kasteel van Westerlo. Toen haar broer graaf Henri de Merode in 1908 stierf besloot ze om het familieslot te verlaten. Wellicht lag de verstandhouding met haar jonge neef Charles de Merode en diens moeder de gravin weduwe, prinses Nathalie de Croÿ wat moeilijker. De kastelen van Grimbergen en Ham-sur-Heure waren blijkbaar geen optie om als verblijfplaats te dienen. Het eerste was sinds 1901 trouwens betrokken door een congregatie van uit Frankrijk gevluchte Norbertinessen. Bovendien had de gravin een sterke band met Westerlo. De plaatselijke bevolking was ook erg op haar gesteld. Toen zij aanvankelijk het plan opvatte om op haar gronden bij Blauberg - uiteindelijk maar enkele kilometers verderop - een kasteel op te richten werd haar via een petitie gevraagd in Westerlo te blijven. Daarop kocht zij gronden aan vlak bij de dorpskern van Westerlo bij de kruising van de 'Tongerlodreef' en 'Beeltjensdreef'.
Vanaf 1909 werd een groot kasteel gebouwd op nauwelijks een kilometer afstand van haar ouderlijke woning. De architectuur van de gevel is geïnspireerd op de vroeg-16de-eeuwse laatgotische vleugel van de nabijgelegen Abdij van Tongerlo. Een meer aristocratische stijl werd bereikt door toevoeging van vier kleine en één grote toren, en een klokkentoren in de vorm van een kroon. Hoewel zowel interieur als exterieur werden uitgevoerd in een historische stijl werden er tal van moderne technieken toegepast. Zo is het dakgebinte van staal. Het gebouw was verder uitgerust met alle modern comfort. Stromend water borrelde uit een geboorde artesische put van meer dan 100 meter diep. Dit water werd vervolgens door een elektrische pomp in een grote stalen tank op druk gebracht en voedde zo de waterleiding van het kasteel. Er waren verschillende badkamers voor de gravin, voor de gasten en voor personeel. Op alle etages was er verder in haast elk hoektorentje een 'water closet'. De elektrische stroom voor verlichting en drijfkracht kwam van de centrale van het 'oud kasteel' in de Polderstraat. Met de stroom werden ook twee liften aangedreven; een personenlift in een beglaasde schacht bij de diensttrap en een goederenlift of 'monte charge' waarmee onder meer het wasgoed naar boven werd gebracht. De centrale verwarming werkte aanvankelijk op hete lucht die in verschillende met kolen gestookte kachels in de kelder werd opgewekt en door kanalen en messing roosters in heel het gebouw kon worden verspreid. Wellicht werd dit aanvankelijk voldoende geacht voor een gebouw dat niet in de winter werd bewoond. Blijkbaar voldeed dit systeem niet echt, want in 1920 werd een nieuw verwarmingssysteem met radiatoren op heet water aangelegd.
De indeling van de ruimtes weerspiegelde volledig de leefwijze van de gravin. Zij was gesteld op een vroom en geregeld leven waarbij sociaal dienstbetoon een belangrijke rol speelde. De half verheven kelder was het domein van het personeel. Er was een ruime keuken met een aangrenzende zit- en eetplaats voor de dienstboden. Daarnaast waren er stookplaatsen, kolenkelders, opslagruimten, een wijnkelder en verschillende voorraadkelders voor etenswaren. Eentje was zelfs uitgerust met een 'ijsmachine' waarin ijs voor het bewaren en koelen van drink- en etenswaren werd aangemaakt. De maaltijden van de gravin en haar gasten werden met een 'monte plats' of bordenlift tot in de 'office' gebracht. Dit was een dienstruimte naast de eetzaal waar de spijzen werden opgeschept en waar zich ook het tafellinnen en serviesgoed bevonden. Op een tussenverdieping boven de 'office' was er ook een zilverkamer waarin een brandkast stond waarin het tafelzilver en andere kostbaarheden lagen opgeslagen. Verder was er op het gelijkvloers een grote salon annex bibliotheek, een spreekkamer en de leefkamer van de 'Maître d'Hôtel', het hoofd van de huishouding. De gasten kwamen binnen via een zeer ruime vestibule. Langs de voet van de grote eretrap kwamen de gasten in het groot salon en vervolgens in de eetkamer. Jeanne de Merode was zeer vroom en dus had het kasteel ook een eigen kapel. Die was vanuit de vestibule te bereiken. Er werd dagelijks door een pater uit de abdij van Tongerlo de mis gelezen. De kapel was verder rechtstreeks verbonden met twee ruime aangrenzende gastenkamers die ook rechtstreeks op de vestibule uitgaven. Daar konden mannelijke hooggeplaatste geestelijken overnachten. De gravin ontving regelmatig abten, bisschoppen en kardinalen op haar kasteel. Op de eerste verdieping bevonden zich de slaap- leef- en badkamers van de gravin, haar gezelschapsdame Hoffmann en gastenkamers voor familieleden en hooggeplaatste gasten. De eretrap verleende alleen toegang tot de eerste verdieping en werd alleen door de gravin en hoge gasten gebruikt. Op de tweede verdieping waren er gastenkamers voor gewone gasten en slaap- en werkkamers voor het personeel. Ook op de zolder waren er nog enkele bijkomende meidenkamertjes.

## Bijgebouwen
Gelijktijdig met het kasteel werden ook enkele bijgebouwen opgetrokken. Aan de kant van de 'Tongerlodreef', rechts van de hoofdingang van het domein werd een portierswoning gebouwd. De portier had niet alleen de taak de deuren en poorten van het domein te openen en te sluiten. Hij stond ook in voor het neerlaten en ophalen van de rolluiken waarmee alle vensters waren voorzien. Verder deed hij ook dienst als (tweede) chauffeur. De gravin beschikte over twee wagens van het merk 'Minerva' die in de garage van het 'oud kasteel' aan de Polderstraat stonden gestald. Zo was er altijd een wagen beschikbaar wanneer de andere in onderhoud was. Auto's waren in die tijd immers heel onderhoudsintensief. Naast het vervoer van de gravin en haar gezelschapsdame werd ook elke ochtend een priester van de abdij van Tongerlo opgehaald en teruggebracht. Verscholen in het groen van het park aan de kant van de 'Hollandsedreef' staat nog steeds het pomphuis waarin zich de artesische put, de pompen en ook het grote drukvat bevonden. Aan de 'Hollandsedreef' werd ook de woning van de 'hovenier' van de gravin opgetrokken. Achter dit 'hoveniershuis' lag een uitgestrekte, deels ommuurde, moestuin. Tegen de muren waren ook verschillende serres gebouwd waarvan er sommige met warmwaterverwarming waren uitgerust. Hierin werden onder meer druiven gekweekt. Het 'washuis' van het kasteel staat tegen het 'hoveniershuis' aangebouwd. Hier bevonden zich twee grote ruimten volledig uitgerust om te wassen en te strijken. Het linnen werd gedroogd op de grote zolder daarboven. Binnen het domein bevond zich ook een boomgaard en een park of 'arboretum'. De grasvelden werden gemaaid maar deels ook begraasd door een kudde schapen. Een voorlopige houten schaapskooi werd pas na de Eerste Wereldoorlog vervangen door een bakstenen gebouwtje. Behalve de serres zijn alle gebouwen bewaard gebleven. De schaapskooi werd in de jaren 1970 omgebouwd tot 'cafetaria'.

## Merodetriptiek
Boven het altaar in de kapel hing een uiterst kostbaar schilderij. Het ging om een drieluik dat de Boodschap van de Engel aan Maria voorstelt. Gravin Jeanne erfde dit werk van haar moeder. Deze beroemde Mérode triptiek was van de hand van de 15de-eeuwse schilder Robert Campin. De gravin was niet alleen aan dit werk gehecht omwille van de kunsthistorische en esthetisch waarde. Het had voor haar ook een bijzondere religieuze betekenis. Al voor de Tweede Wereldoorlog liet de gravin een kopie maken en het origineel in het buitenland in veiligheid brengen. Het was immers duidelijk dat een Duitse invasie waarschijnlijk was en de reputatie van nazi-kopstukken als Goering op het gebied van kunstroof of 'gedwongen verkoop' was zeker niet onbekend. Na de dood van gravin Jeanne en lang na het einde van de oorlog werd het door haar petekind en erfgename Henriëtte de Hemricourt de Grunne, geboren de Merode verkocht aan het Metropolitan Museum in New York voor the Cloisters collectie.

## Na gravin Jeanne
In 1940, tijdens de Tweede Wereldoorlog, werd het kasteel in beslag genomen en gebruikt als een lokaal hoofdkwartier van de nazi's. Gravin Jeanne verhuisde terug naar het 'oude kasteel' van Westerlo, waar ze op 1 juli 1944 overleed, enkele maanden voor de bevrijding van België. Ze liet het kasteel na aan een kloosterorde van zusters. Het gebouw werd gebruikt door de kerk als een tehuis voor gepensioneerde priesters totdat het werd verkocht aan de gemeente Westerlo in 1973. Sindsdien dient het kasteel als het gemeentehuis van Westerlo.